# الأسير الجزائري (رواية أمريكية)
الأسير الجزائري: أو حياة ومغامرات الدكتور أبدايك أندرهيل (بالإنجليزية: The Algerine Captive: or the Life and Adventures of Doctor Updike Underhill: Six Years a Prisoner among the Algerines)‏، هي رواية أمريكية خيالية نُشرت في عام 1797، وكانت من تأليف الكاتب رويال تايلر، الذي أصدرها دون الكشف عن اسمه، تناولت موضوعات تتعلق بالهوية والأخلاق والحرية. وسردت الرواية حياة أبدايك أندرهيل، رجل من بوسطن، بدءًا من طفولته في أمريكا، ثم انتقاله إلى حياة مليئة بالتحديات المهنية، وصولًا إلى أسره في الجزائر.
وصوّرت الرواية بأسلوب المذكرات الخيالية ما واجهه أندرهيل من صعوبات ومعاناة خلال فترة أسره، مشيرة إلى الفروقات بين الحياة في الولايات المتحدة والحياة في شمال إفريقيا. كما تطرقت إلى قضايا اجتماعية معاصرة آنذاك، مثل الرق، مقدمة نقدًا صريحًا للمعايير الاجتماعية السائدة.

## ملخص القصة

### الجزء الأول: شباب أبدايك أندرهيل وأولى مغامراته
تناول المجلد الأول طفولة أبدايك أندرهيل وتعليمه وأولى تجاربه المهنية، صوّر الكاتب من خلال هذه الرواية عادات وتقاليد نيو إنجلاند بصورة مفصلة، وهو هدف أعلنه المؤلف في مقدمة العمل مؤكدا تطرقه إلى «صورة عن عادات نيو إنغلاند لم تُحك من قبل». بدأ أندرهيل بسرد تاريخ عائلته، ثم انتقل إلى وصف ولادته ونشأته وتعليمه. وبتشجيع من قس محلي، قرر والداه أن يخضعاه لإشراف هذا القس لإعداده لدخول الجامعة. ومن خلال هذا التعليم الكلاسيكي، تعلم أندرهيل اللغتين اليونانية واللاتينية، مما أتاح له القدرة على إلقاء أبيات عديدة من الشعر. لكن أهل بلدته كانوا يسخرون منه، ووجدوها عصية على الفهم. وفي إحدى المرات، كتب أندرهيل قصيدة مستوحاة من الشعر اليوناني موجهة إلى شابة، لكن نواياه أسيء فهمها، حيث اعتبرت القصيدة مهينة، وأدى هذا إلى دعوته إلى مبارزة أوقفها الحاكم المحلي قبل أن تتم.
واستمر السرد بتوصيف فشل أندرهيل في عمله كمعلم في مدرسة قروية. وبعد هذه المحاولة غير الناجحة، شرع في رحلة عبر ولايات الشمال والجنوب كطبيب، مكتشفًا أوجه الحياة الأمريكية المختلفة. وفي وقت لاحق، عمل جراحًا على متن لنقل العبيد متجهة إلى إفريقيا عبر لندن. وفي الفصل الأخير من المجلد الأول، وبينما كان على الساحل البريري لمعالجة خمسة عبيد مرضى، وقع في الأسر وأُخذ كعبد إلى الجزائر.

### الجزء الثاني: العبودية والتأمل في الهوية الأمريكية

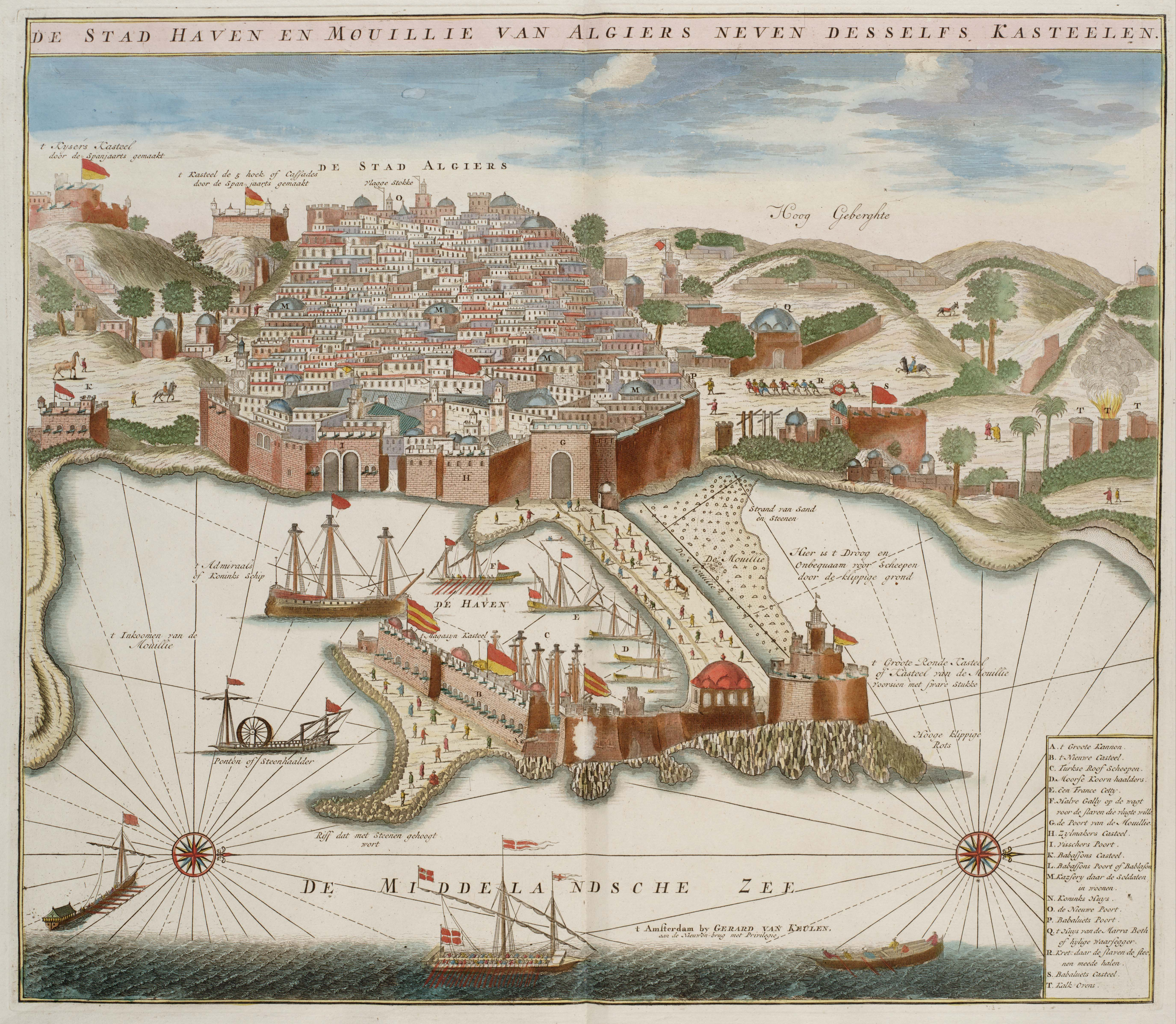
رسم هولندي قديم: (مدينة الجزائر، الميناء، والرَّصيف).

كُرِّس الجزء الثاني من الرواية لتفصيل فترة استعباد أندهيل في مدينة الجزائر، سُردت فيه تجربته كأسير مع وصف دقيق للمجتمع والأشخاص الذين تفاعل معهم في ظروف أسره. واستغل المؤلف هذا الإطار لإجراء مقارنة ضمنية بين الجزائر وأمريكا، مما دفع الراوي إلى التأمل في ماهية الهوية الأمريكية.
وعلى امتداد السرد، قدم أندهيل نقدًا حادًا للمجتمع الأمريكي، مبرزًا القيم التي رأى أنها جوهرية لتشكيل هوية وطنية قوية. وعند استعادته لحريته في خاتمة الرواية، وجّه رسالة واضحة إلى القراء، دعا فيها إلى الوحدة الوطنية، مستخلصًا العبر من محنته، ومؤكدًا أن الاتحاد هو السبيل لضمان الكرامة والاحترام للأمة بين باقي الدول. وختم بتحذير قائلا: «أمنيتي الحارة هي أن يستفيد مواطنو بلدي من مصائبي. إذا قرأوا هذه الصفحات بتمعن، سيدركون أهمية توحيد قوتنا الفيدرالية لفرض احترام مستحق بين الأمم الأخرى... باتحادنا نقف، بانقسامنا نسقط.»

## شكل الرواية
تتميز الرواية بعناصر شكلية متعددة، كان تقسيمها إلى مجلدين أحد أبرز سماتها، حيث خلق هذا التقسيم تمايزًا طبيعيًا بين السرد الذي يصف حياة أبدايك أندرهيل في أمريكا وتجربته في شمال إفريقيا. واختلفت نبرة كل جزء؛ إذ اتسم المجلد الأول بالطابع الساخر والأسلوب البيكاريسكي، بينما اتخذ المجلد الثاني طابعًا جادًا حمل خطابًا مشبعًا بمشاعر مناهضة للعبودية.
ابتدأ كل فصل في الرواية بـمقتبس و «حجة» تلخص الأحداث القادمة، غير أن هذه الملخصات كانت أحيانًا مضللة ولا تمثل محتوى الفصل الحقيقي، مما أضاف عنصرًا من التلاعب بتوقعات القارئ.

## استقبال
لاقت الرواية نجاحًا كبيرًا، أُعيد طبعها في إنجلترا، لتصبح ثاني رواية أمريكية تحقق هذا المستوى من الاعتراف الدولي.